# Bòinitsa
El municipi de Bòinitsa (búlgar: Община Бойница) és un municipi búlgar pertanyent a la província de Vidin, amb capital a la ciutat de Bòinitsa. Es troba a l'oest de la província, a la frontera amb Sèrbia, prop de la ciutat de Zaječar.
L'any 2011 tenia 1.341 habitants, gairebé tots ètnicament búlgars. Una tercera part de la població viu a la capital municipal, Bòinitsa.

## Localitats
El municipi es compon de les següents localitats:
| Localitat          | Ciríl·lic          | Població(desembre de 2009) |
| ------------------ | ------------------ | -------------------------- |
| Bòinitsa           | Бойница            | 595                        |
| Borilovets         | Бориловец          | 299                        |
| Gradskovski Kolibi | Градсковски колиби | 67                         |
| Kanits             | Каниц              | 15                         |
| Perilovets         | Периловец          | 91                         |
| Rabrovo            | Раброво            | 468                        |
| Shipikova Majala   | Шипикова махала    | 8                          |
| Shishentsi         | Шишенци            | 174                        |
| Total              |                    | 1717                       |